# Gondomar
Gondomar – miejscowość w Portugalii, leżąca w dystrykcie Porto, w regionie Północ w podregionie Grande Porto. Miejscowość jest siedzibą gminy o tej samej nazwie. Gondomar jest dobrze znany ze swojej branży jubilerskiej.

## Demografia
| Liczba ludności gminy Gondomar (1801–2011) | Liczba ludności gminy Gondomar (1801–2011) | Liczba ludności gminy Gondomar (1801–2011) | Liczba ludności gminy Gondomar (1801–2011) | Liczba ludności gminy Gondomar (1801–2011) | Liczba ludności gminy Gondomar (1801–2011) | Liczba ludności gminy Gondomar (1801–2011) | Liczba ludności gminy Gondomar (1801–2011) | Liczba ludności gminy Gondomar (1801–2011) | Liczba ludności gminy Gondomar (1801–2011) |
| ------------------------------------------ | ------------------------------------------ | ------------------------------------------ | ------------------------------------------ | ------------------------------------------ | ------------------------------------------ | ------------------------------------------ | ------------------------------------------ | ------------------------------------------ | ------------------------------------------ |
| 1801                                       | 1849                                       | 1900                                       | 1930                                       | 1960                                       | 1981                                       | 1991                                       | 2001                                       | 2004                                       | 2011                                       |
| 7 220                                      | 19 103                                     | 32 428                                     | 49 758                                     | 84 599                                     | 130 751                                    | 143 178                                    | 164 096                                    | 169 239                                    | 168 027                                    |

## Sołectwa
Sołectwa gminy Gondomar (ludność wg stanu na 2011 r.)
- Baguim do Monte – 14 102 osoby
- Covelo – 1647 osób
- Fânzeres – 23 108 osób
- Foz do Sousa – 6054 osoby
- Jovim – 7146 osób
- Lomba – 1505 osób
- Medas – 2129 osób
- Melres – 3691 osób
- Rio Tinto – 50 713 osób
- São Cosme – 27 047 osób
- São Pedro da Cova – 16 478 osób
- Valbom – 14 407 osób